# Mario Ciocchetti

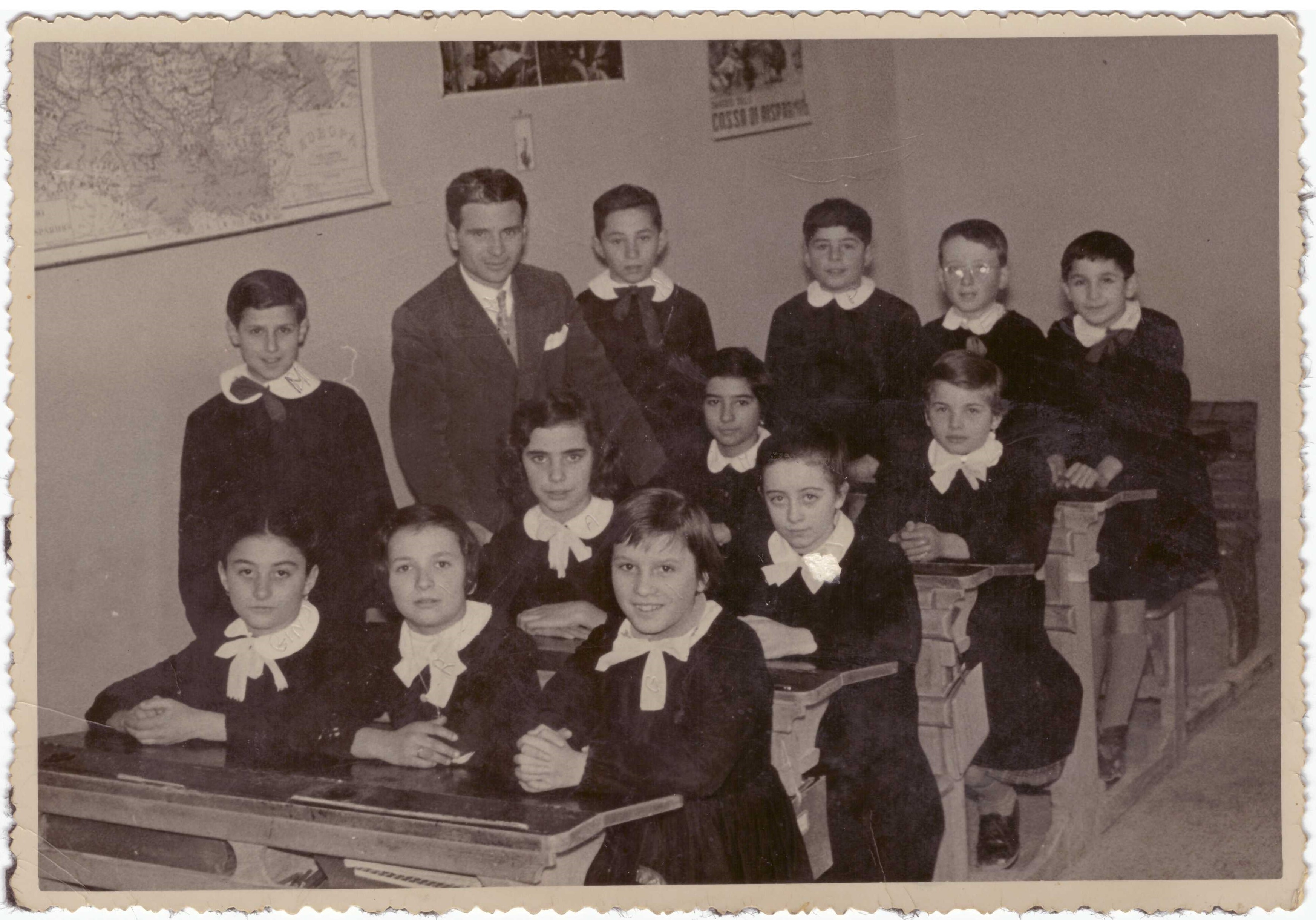
Il maestro Mario Ciocchetti con la sua classe V dell'anno scolastico 1958-1959

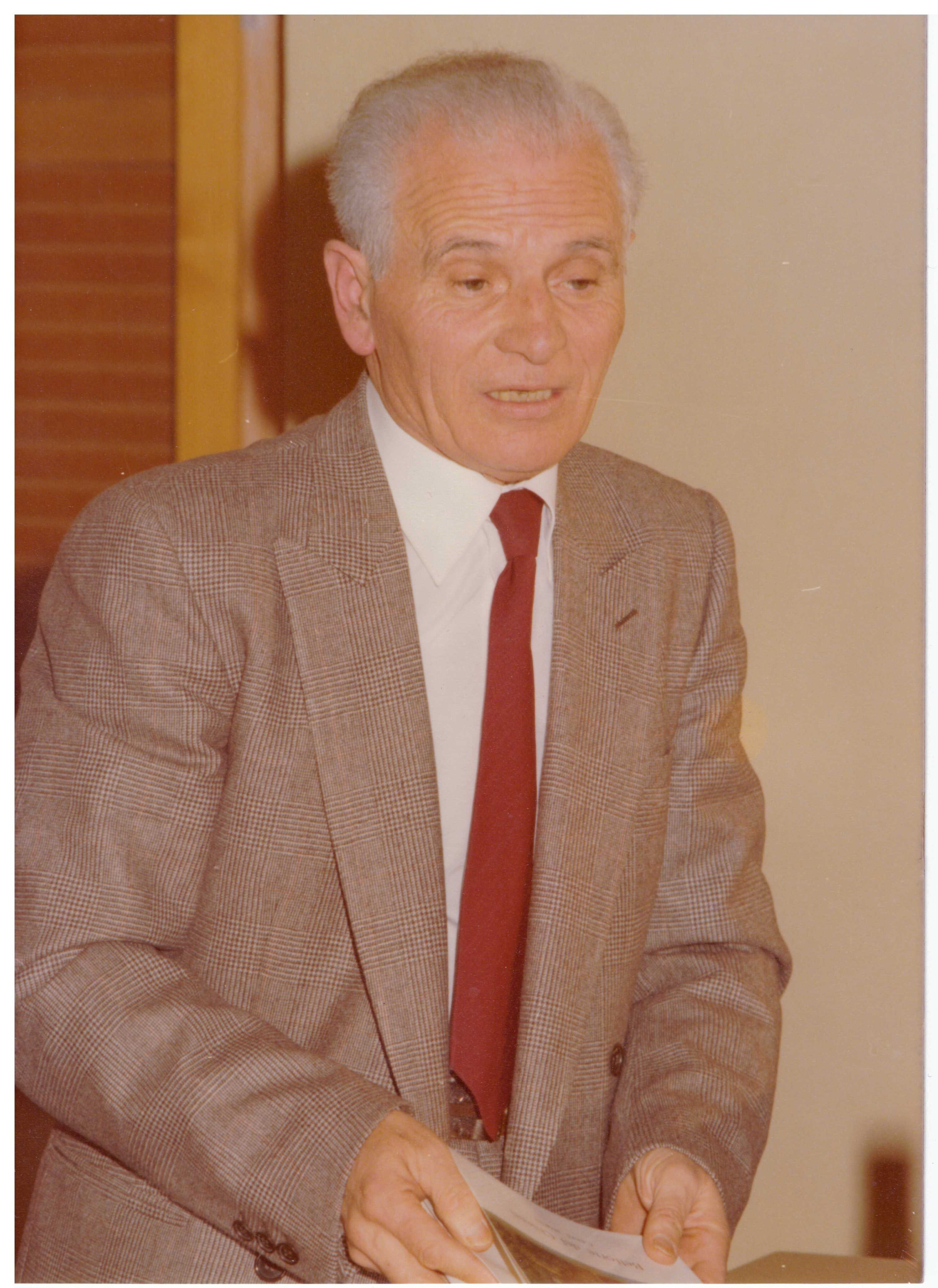
Il maestro Mario Ciocchetti presenta il suo libro "Belforte del Chienti, cenni storici", anno 1982

Mario Ciocchetti (Belforte del Chienti, 15 settembre 1921 – Belforte del Chienti, 7 febbraio 2018) è stato un educatore, bibliotecario e giornalista italiano.

## Biografia
Mario Ciocchetti si diploma all’Istituto Magistrale “Costanza Varano” di Camerino nel 1942 e in seguito riceve un incarico come insegnante presso La Casa di Rieducazione Maschile “Istituto Fiorelli, Santa Chiara” di Visso in provincia di Macerata. Questo istituto era il primo ente a cui si rivolgevano i maestri in cerca di una prima occupazione. Per Mario Ciocchetti fu un’esperienza particolarmente dura, indimenticabile. Egli ormai novantenne rievoca quel periodo nell’intervista concessa a Eno Santecchia, riportata nella bibliografia di questa pagina. Egli lavora poi in diverse scuole della provincia, finché nell’anno scolastico 1957-1958 ottiene il trasferimento nella scuola elementare del suo paese. Qui insegnò fino all’anno del suo pensionamento, il 1984, avendo anche l’incarico di curatore della biblioteca pubblica. Fu fiduciario del plesso di scuola elementare in cui insegnava e organizzatore di circoli giovanili e di spettacoli da rappresentare in occasione di vari eventi. In quanto persona stimata da tutti, gli venivano richiesti consigli per risolvere le più diverse problematiche e contese.
Nel 1946 aveva sposato Elena Muzi, da cui aveva avuto tre figli: Franca, Renato e Ornella.
L'interesse per gli studi storici lo portò, nel 1982, alla pubblicazione del libro: Belforte del Chienti, cenni storici in cui descrive per la prima volta un itinerario che va dal primo documento attestante l’esistenza del Castello, datato 10 ottobre 1207, alla pagina del diario di Giovanni Tiberi, il portalettere del paese, del 27 giugno 1944, riferita all’imminente arrivo degli Alleati (giunti effettivamente il 30 giugno nella confinante Tolentino).
Fu attivo collaboratore di giornali fornendo articoli di cronaca locale. Collaborò, come corrispondente di cronaca locale, al quotidiano Resto del Carlino fin da subito dopo la Seconda Guerra Mondiale e per molti anni al settimanale Appennino Camerte. Impegnato politicamente, ebbe anche una candidatura alla carica di Sindaco.
Animatore culturale e figura di riferimento del paese per tutta la sua vita, con decreto del Capo dello Stato del 27 dicembre 2013, gli fu conferita l’onorificenza dell’Ordine al merito della Repubblica Italiana. Era il riconoscimento per una vita dedicata all’insegnamento e al suo paese. I suoi ideali gli facevano apprezzare il libro” Un uomo di scuola”, l’autobiografia di Antonio Durante, che teneva sempre sulla sua scrivania: un inno al valore della scuola.
Nel 2018, pochi mesi dopo la sua scomparsa, il Sindaco, Roberto Paoloni, propose di dare il suo nome alla nuova Biblioteca Comunale e Scolastica, realizzata con il contributo di enti pubblici e di privati cittadini: in particolare con i fondi degli SMS solidali 45 500 attivati dopo il terremoto del 2016. La Biblioteca Comunale e Scolastica “Mario Ciocchetti” fu inaugurata il 23 settembre 2018.

## Opere

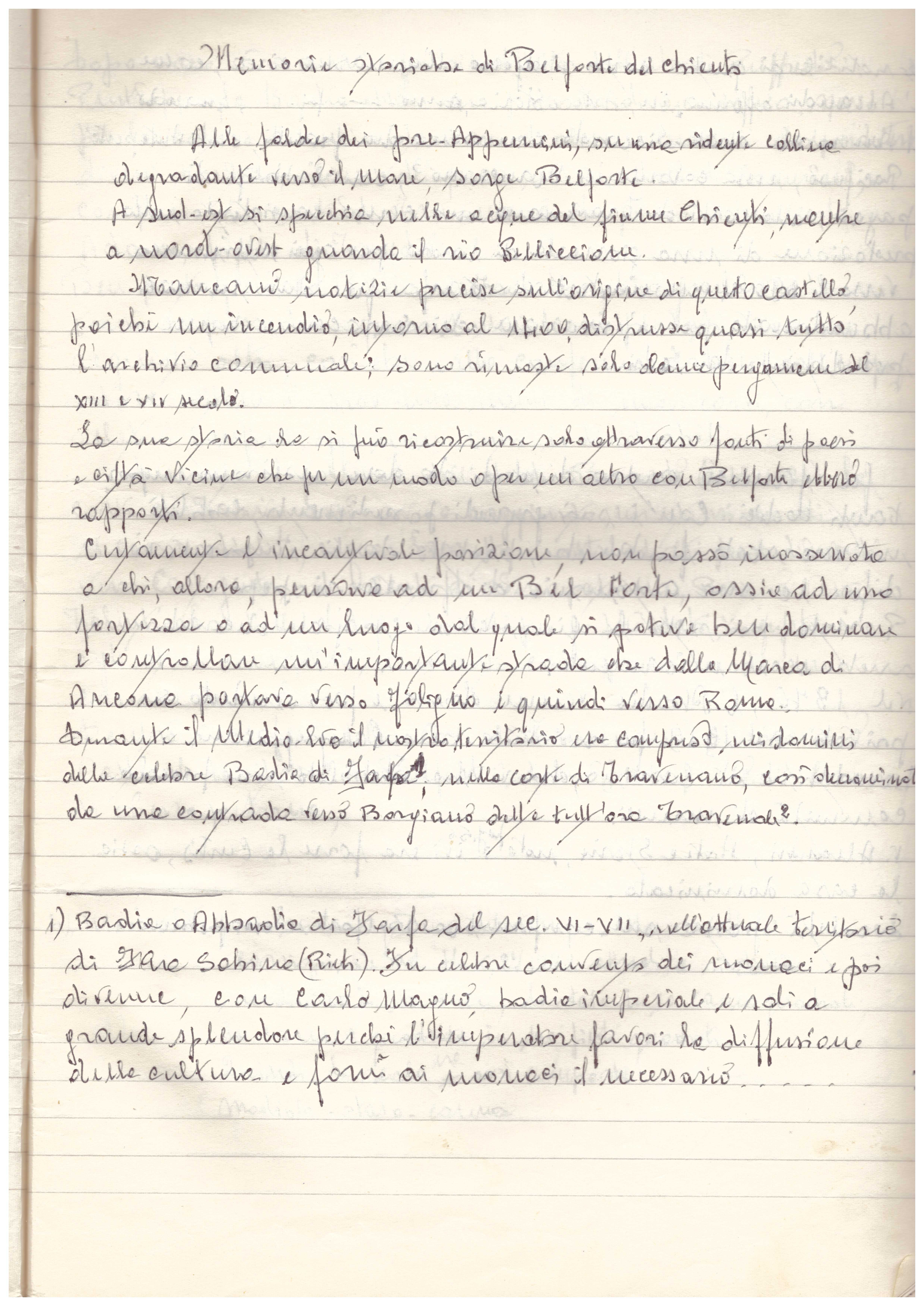
Pagina autografa di Mario Ciocchetti. Prima pagina degli appunti per la Storia di Belforte del Chienti, anno 1980

- Giovanni Boccati e il polittico di Belforte del Chienti, Maestà di Urbisaglia, Il Foglio, 1979
- Belforte del Chienti, cenni storici, Camerino, Tipografia Savini-Mercuri, 1982
- Centenario della Banda Musicale di Belforte del Chienti, 1882-1982, Camerino, Tipografia Savini-Mercuri, 1982
- Belforte del Chienti e le sue opere d’arte, Camerino-Pieve Torina, Mierma, 1988
- Belforte nel passato, Pollenza (MC), Tipografia San Giuseppe,1995
- Anselmo Ciappi - Un personaggio della nostra terra, Pollenza (Mc), Tipografia San Giuseppe, 1996
- Emilio Betti Giureconsulto e Umanista, Pollenza (MC), Tipografia San Giuseppe, 1998
- Società Sportiva Renzo Salvatori 1970-2000, Pollenza (MC), Tipografia San Giuseppe, 2000
- Due Vescovi Belfortesi: Settimio Quadraroli e Raffaele Campelli, Pollenza (MC), Tipografia San Giuseppe, 2000
- La banda Musicale di Belforte del Chienti, Pollenza (Mc), Tipografia San Giuseppe, 2002
- Chiesa ed ex Monastero di Santa Maria di Belforte del Chienti, Tolentino, Graficart, 2000

## Onorificenze

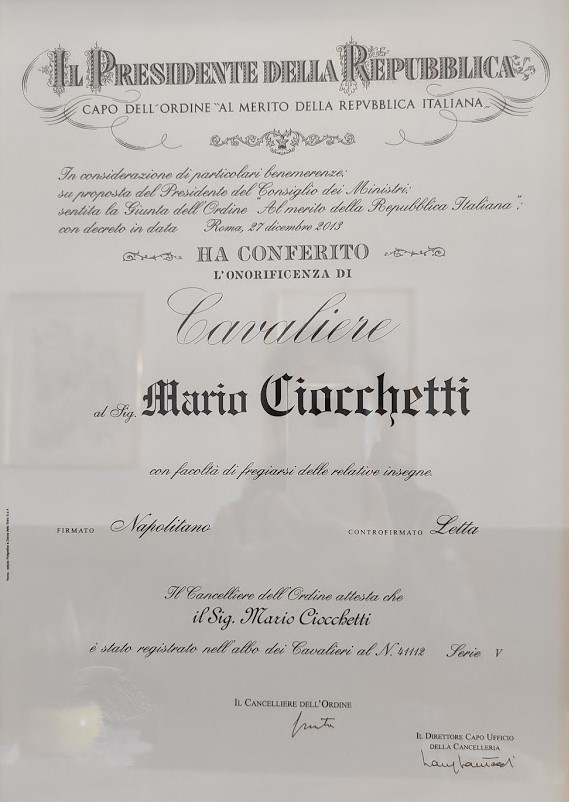
Documento attestante l'Onorificenza